# ×Elyhordeum stebbinsianum
Elyhordeum stebbinsianum là một loài thực vật có hoa trong họ Hòa thảo. Loài này được Bowden mô tả khoa học đầu tiên năm 1967.